# Tunhems ekhagar
Tunhems ekhagar är ett naturreservat i Västra Tunhems socken i Vänersborgs kommun öster om tätorten Trollhättan. Naturreservatet är beläget vid foten av Hunneberg, och består av ett antal månghundraåriga ekar.

## Natur
Tunhems ekhagar har många olika naturtyper, och är ett kulturlandskap med flera över hundra år gamla ekträd. De gamla ekarna för med sig en rik insektsfauna, framförallt de träd som är döda eller delvis döda. Ekarna inom området är mycket gamla, och ett antal är ihåliga; de ihåliga ekarna för med sig biotoper som har flera hotade insektsarter, som ofta är rödlistade. På ekarna kan man hitta flera varianter av lavar, till exempel gul dropplav och färglav. Lavarna och mossorna här är epifyter och tar upp näring och vatten från luft, regn och trädens bark. Lavarna på träden flagnar av lätt på grund av den höga luftfuktighet som finns i vänerområdet, och området är mycket känsligt för yttre påverkan. Området består av mycket öppen mark, vilket gör att ekarna upptar mycket ljus och kan växa sig stora. Barken på ekarna är hård och har djupa barksprickor. Äldre ekar är mer ljuskrävande och det beror sannolikt på att ekarnas bark ska förbli hård.
Eftersom Tunhems ekhagar består av träd som är såpass gamla finns det även arter som är typiska för de äldre träden, som till exempel läderbagge. Läderbaggen lever i ädellövskog, vilken är en av de olika typer av skog som finns i Ekhagarna. Ädellövskogen för ofta med sig en rik fågelfauna. Några andra typer av djur som är vanliga i Ekhagarna är fladdermöss, som gärna bosätter sig i de ihåliga ekarna. Andra djur som ofta vistas i området är ekorrar.
Naturreservatet är skyddat för att bevara och utveckla arterna som finns inom området samt för att bevara lämningar och andra spår från forntiden och för att trygga kulturlandskapet. Tunhems Ekhagar är ett naturreservat som är rikt på äldre lövträd. Arterna som finns med i Tunhems ekhagar ingår i EU:s nätverk av skyddsvärda områden, Natura 2000. Området ingår i nätverket för att trygga den äldre lövskogen och skydda naturmiljöer, men även av kulturhistoriska skäl.

## Galleri

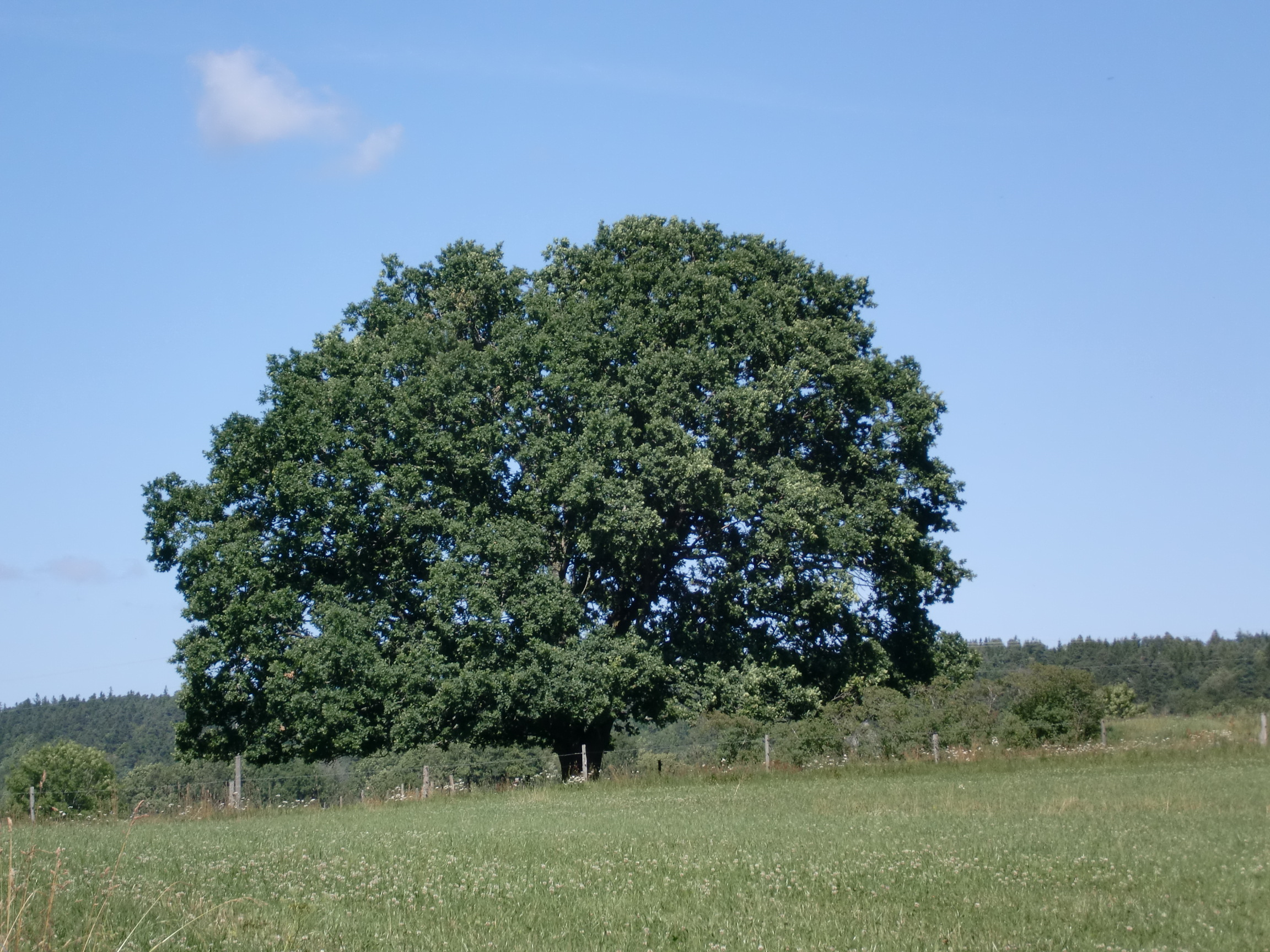
Tunhems ekhagarEnsam ek nära Tunhems prästgård.
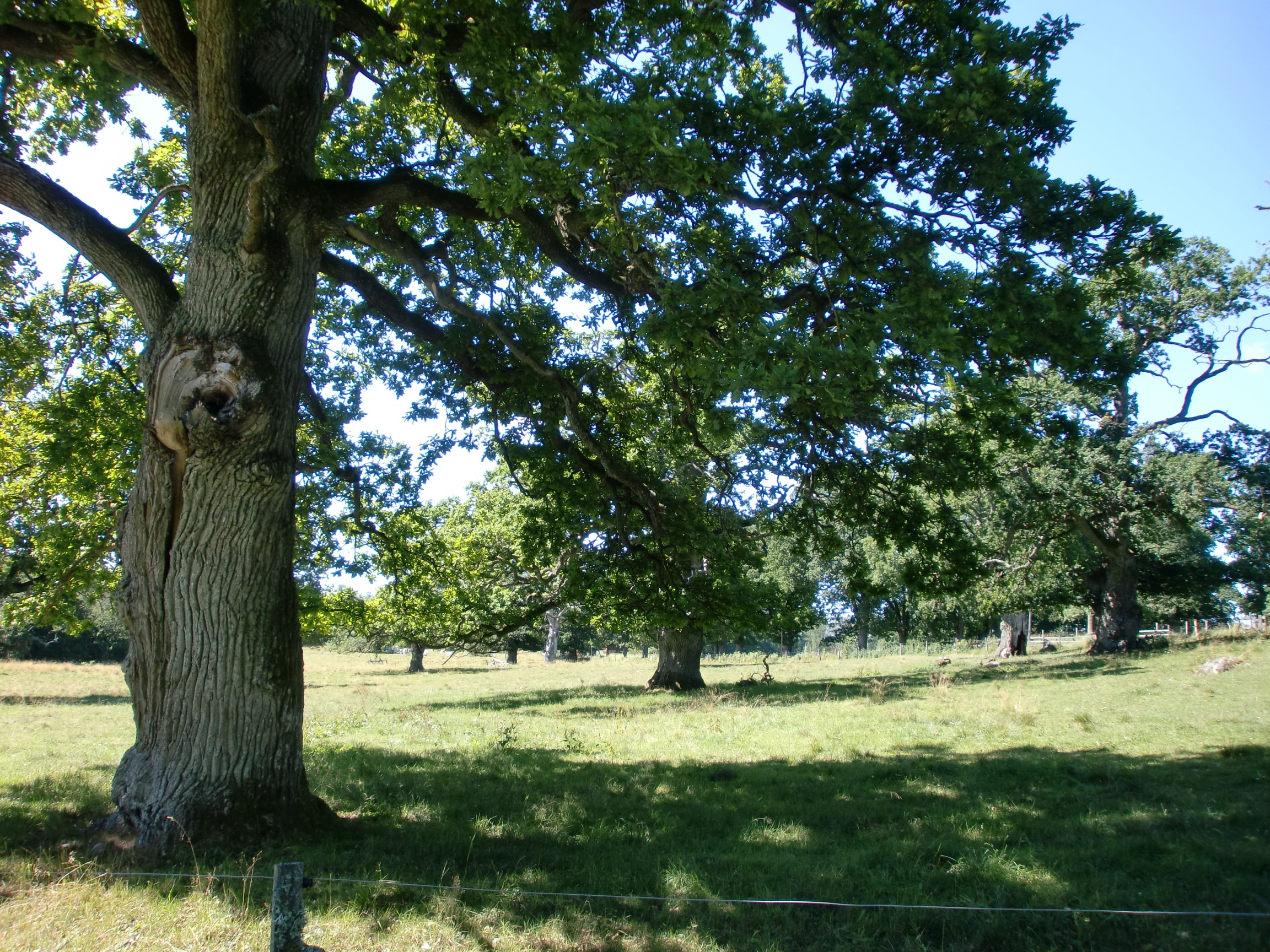
En av naturreservatets ekhagar.